# الآنسة روبن كروزو (فلم)
الآنسة روبن كروزو، فيلم مغامرات ملون من إنتاج عام 1954،.

## القصة
في 28 أيلول (سبتمبر) عام 1959، تصل مجموعة من المسافرين على متن سفينة إلى جزيرة مهجورة، وهم ابنة القبطان وصبي المقصورة وروبن كروزو (أماندا بليك) وبحار اسمه سايكس. يحاول سايكس إجبار روبن على إظهار التقدير له لجهوده، لكن روبن تهرب إلى أعلى التلة، فيتعاركان ويسقط سايكس فوق المنحدر ويقتل. تنجح روبن بالعيش في بيت الشجرة الذي تصنعه بنفسها.
في يوم، تظهر على الشاطئ جماعة من الهمج وبرفقتهم امرأتان أسيرتان. تشاهد روبن من مخبأها قتل إحدى المرأتين، لكنها تنجح في إنقاذ المرأة الأخرى باستخدام سلاح بدائي. تطلق روبن على رفيقتها الجديدة اسم فرايدي (أي جمعة).
في ديسمبر، تلمح روبن ضابط البحرية الملكية البريطانية جوناثان (جورج نادر) يغتسل على الشاطئ. بخبرتها وتنيجة تجاربها القاسية مع الرجال، تظهر روبن العدائية للضابط في البداية. عندما يعلم جوناثان أن روبن تعمل على ترميم قارب طويل يمكن أن يقلّ شخصين فقط، يقترح عليها أن يغادرا معاً على متن القارب على أن يرسلا نجدة لفرايدي. لكن روبن تصرّ على أنها وفرايدي من سيستقلان القارب. لكن جوناثان يخدعها ويسرق القارب ويبحر بعيداً.
يعود جوناثان بعد فترة فتقرر روبن قتله لأنه جبان، لكنه يخبرها أنه عاد من أجلها. قبل أن تتمكن من إطلاق النار عليه، يظهر الهمجيون لاستعادة فرايدي. لكن روبن وجوناثان ينقذانها، لكنهم يبقون محاصرين. في غمرة الأحداث، تظهر سفينة حربية فتقصف المهاجمين ما يتيح المجال للمحاصرين الثلاثة الفرار وسرقة قارب والوصول به إلى السفينة

## الممثلون
- أماندا بليك بدور روبن كروزو
- جورج نادر بدور جوناثان
- روزاليند هيز بدور فرايدي

## روابط خارجية
- الآنسة روبن كروزو على موقع IMDb (الإنجليزية)
- الآنسة روبن كروزو على موقع روتن توميتوز (الإنجليزية)
- الآنسة روبن كروزو على موقع Turner Classic Movies (الإنجليزية)
- الآنسة روبن كروزو على موقع أول موفي (الإنجليزية)
- الآنسة روبن كروزو على موقع قاعدة بيانات الفيلم (الإنجليزية)
- الآنسة روبن كروزو على موقع ليتربوكسد (الإنجليزية)
- الآنسة روبن كروزو على موقع كينوبويسك (الروسية)
- الآنسة روبن كروزو على موقع أول موفي.